# Tân An Luông
Tân An Luông là một xã cũ thuộc huyện Vũng Liêm, tỉnh Vĩnh Long, Việt Nam.

## Địa lý
Xã Tân An Luông có diện tích 16,86 km², dân số năm 1999 là 11.379 người, mật độ dân số đạt 675 người/km².

## Hành chính
Xã Tân An Luông được chia thành 12 ấp: 3, 4, 5, 6, 7, 8, Bào Xép, Bờ Sao, Đập Sậy, Gò Ân, Nước Xoáy, Rạch Cốc.

## Hình ảnh

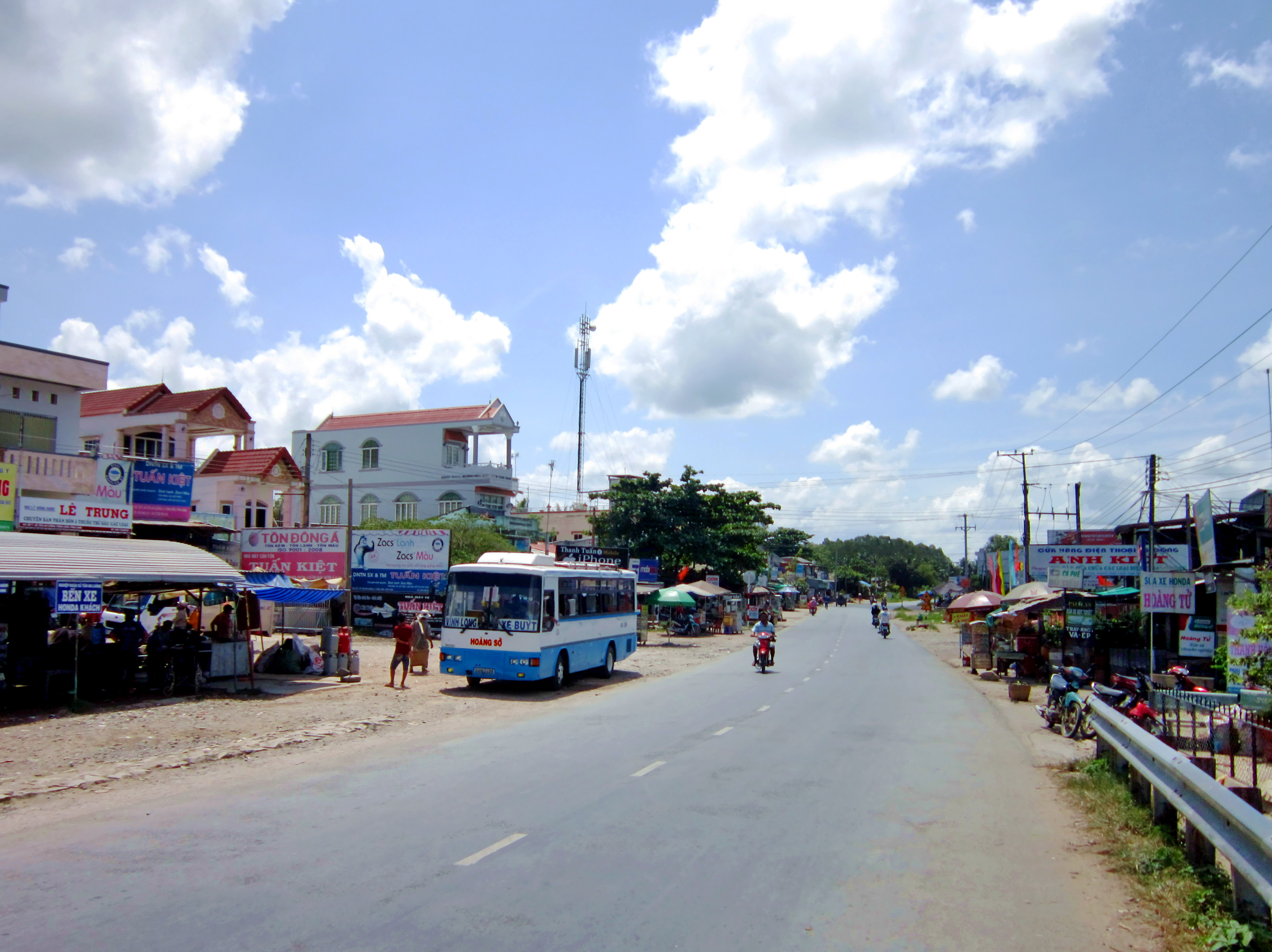
Phố chợ Tân An Luông bên Quốc lộ 53.
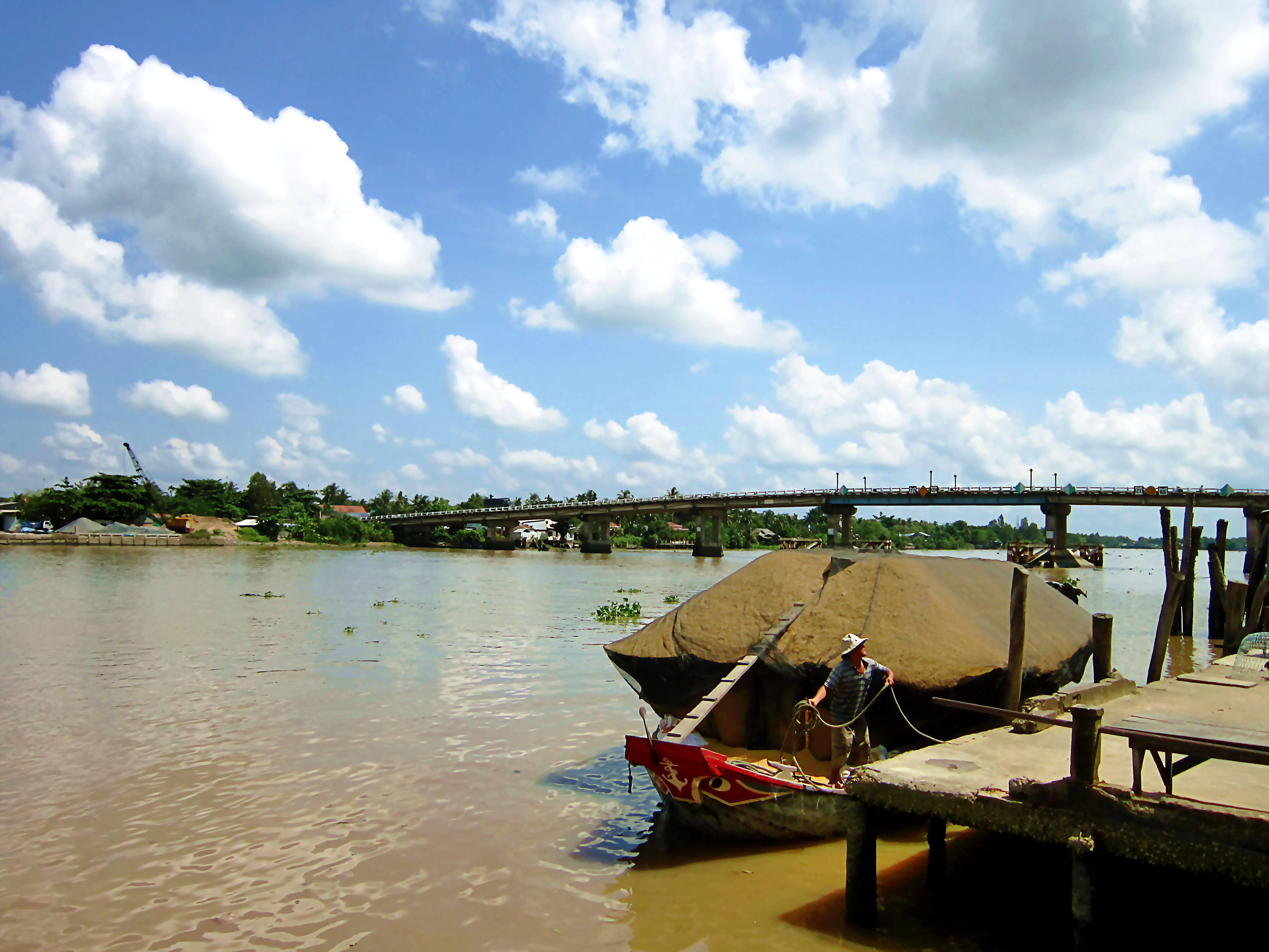
Sông Măng Thít và cây cầu cùng tên
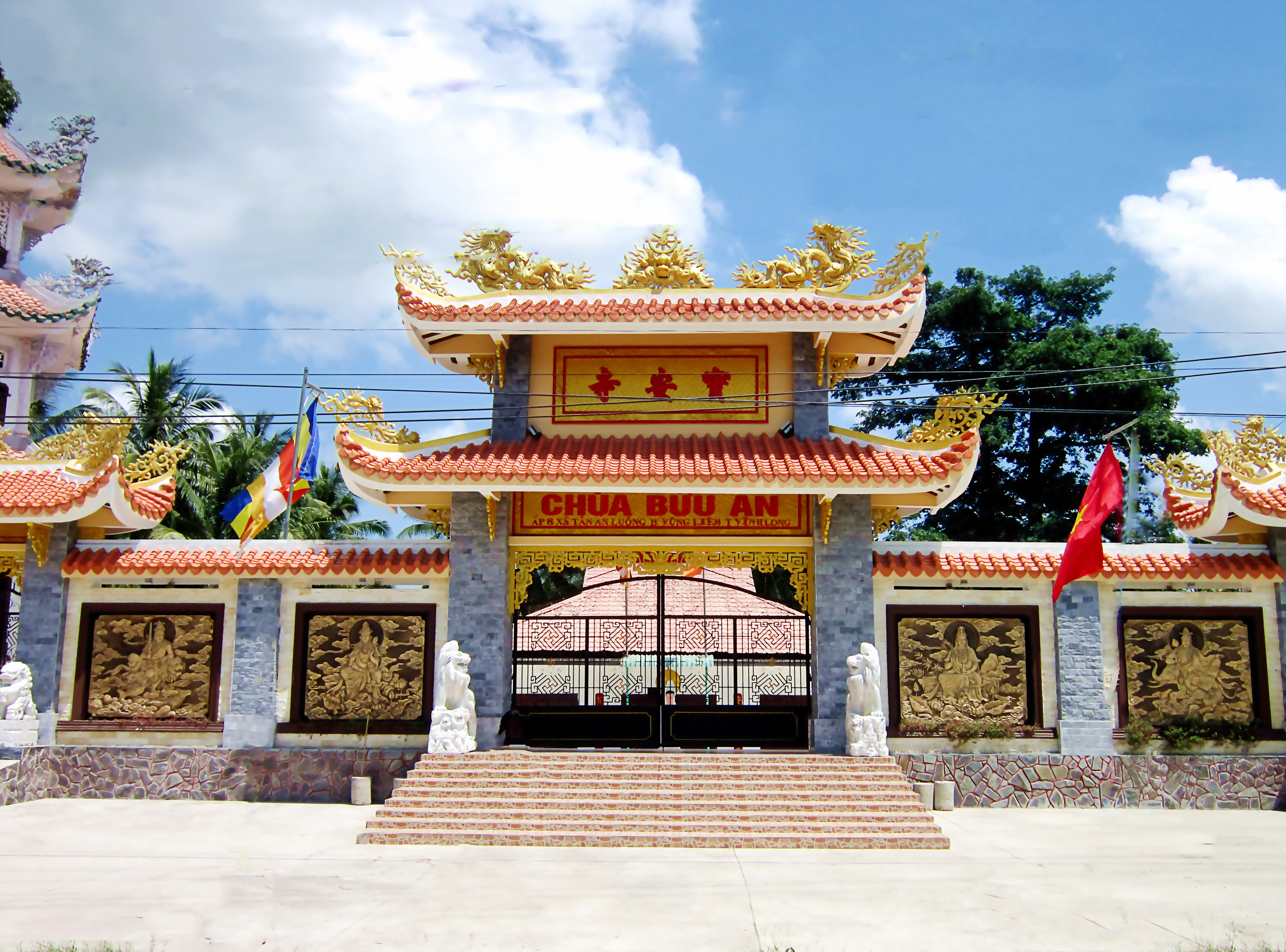
Chùa Bửu An ở gần chợ Tân An Luông.